# HW-2
HW-2 fue un cohete alemán desarrollado en 1931 por Johannes Winkler a partir del HW-1, y lanzado el 6 de octubre de 1932.
Mucho más grande que el HW-1, tenía forma aerodinámica (forma de lágrima), una estructura construida en aluminio-magnesio y una proporción de combustible-masa del 72%.
El sitio de lanzamiento elegido fue Pillau, a orillas del mar Báltico. Inicialmente estaba planeado lanzarlo desde Greifswalder Oie, pero las autoridades locales se negaron. Debido a la proximidad al mar y a los retrasos en el lanzamiento, el aire salino corroyó partes del cohete, provocando que el cohete explotara al intentar lanzarlo, tras lo cual Winkler dejó la cohetería.

## Especificaciones
- Longitud: 1,9 m
- Diámetro: 0,4 m